# Михайлово (Абакановское сельское поселение)
Михайлово — деревня в Череповецком районе Вологодской области.
Входит в состав Абакановского сельского поселения, с точки зрения административно-территориального деления — в Абакановский сельсовет.
Расстояние по автодороге до районного центра Череповца — 40 км, до центра муниципального образования Абаканово — 3 км. Ближайшие населённые пункты — Слабеево, Еремеево, Кроминская.
По переписи 2002 года население — 3 человека.